# Guzmania madisonii
Guzmania madisonii är en gräsväxtart som beskrevs av Hans Edmund Luther. Guzmania madisonii ingår i släktet Guzmania och familjen Bromeliaceae. Inga underarter finns listade i Catalogue of Life.